# Le Bonhomme picard
Le Bonhomme picard est un hebdomadaire d'informations locales couvrant le nord de l'Oise et une partie de la Somme. L'hebdomadaire dépend du groupe Sogemedia. 
Il édite plusieurs éditions :
- Grandvilliers
- Clermont
- Montdidier, Roye et Moreuil
- Breteuil et Crèvecœur

## Historique
Créé à Crèvecœur-le-Grand en 1894 sous le nom de L'Hebdomadaire picard et rebaptisé en 1945 Le Bonhomme Picard. Son siège est à Grandvilliers. Après être passé par plusieurs propriétaires successifs, le titre est racheté en 1996 par Sogemedia, et est géré par sa filiale Oise Publications, également propriétaire de l'Observateur de Beauvais, de l’Écho du Thelle, et du Journal de Ham. 
Deux ans plus tard, en 1998, une nouvelle édition est lancée à Clermont. En 2017, une troisième édition voit le jour, couvrant une partie de la Somme et les secteurs de Montdidier, Roye et Moreuil. Un an plus tard, une quatrième édition fait son apparition sur les secteurs de Breteuil et Crèvecoeur-le-Grand. 

## Faits marquants
Lors des élections européennes de mai 2019, le journal est à l'origine de révélations sur deux co-listières de la liste La Ligne Claire menée par l'écrivain Renaud Camus qui le pousseront à renoncer à se présenter,.

## Rédaction
La rédaction est située au 1B place Barbier, à Grandvilliers. Le journal possède également des bureaux à Clermont, au 1 rue du Châtellier. L'équipe est composée d'une dizaine de personnes et de nombreux correspondants locaux. 

## Diffusion

Logos actuels des différentes éditions du Bonhomme Picard.

Le journal est en vente tous les mercredis en kiosques ou sur le site. Sur la période 2018-2019, il a été diffusé à 8 759 exemplaires 